# سیارک ۹۱۸۴
سیارک ۹۱۸۴ (به انگلیسی: 9184 Vasilij، نامگذاری:1991PJ3) نه هزار و صد و هشتاد و چهارمین سیارک کشف شده‌است که در ۲ اوت ۱۹۹۱ کشف شد.
قدر مطلق سیارک برابر ۱۷.۸ است.